# 화성의 위성
화성의 위성은 포보스와 데이모스로 두 개이다. 이들의 겉모습은 불규칙하게 생겼다. 두 위성 모두 아사프 홀이 1877년 8월 발견했으며 그리스 신화에서 전장에 아버지 아레스와 함께 나가는 쌍둥이 형제인 포보스(공황)와 데이모스(두려움)의 이름을 땄다. 전쟁의 신 아레스는 로마인들에게는 마르스(Mars, 화성의 영문명)로 알려져 있었다.
지구의 달과 비교하면 포보스와 데이모스는 작다. 포보스의 지름은 22.2 km이고 질량은 1.08×1016 kg이며, 데이모스의 지름과 질량은 각각 12.6 km, 2.0×1015 kg이다. 포보스가 화성에 더 가까이 붙어 공전하고 있으며 공전궤도 반지름은 9,377 km, 공전 주기는 7.66 시간이다. 반면 데이모스는 화성 중심으로부터 23,460 km 떨어져 있으며 공전 주기는 30.35 시간이다.

## 관측 역사

### 초기 추측

데이모스의 앞을 포보스가 지나가는 모습. 2013년 8월 1일 큐리오시티의 실시간 촬영.

목성의 위성이 발견된 후 화성에도 위성이 있지 않을까라는 추측이 시작되었다. 갈릴레오 갈릴레이는 토성의 양쪽에 돌출부 두 개가 있는 것을 관측했으나(이후 이 돌출부는 고리로 밝혀진다.), 이를 숨기기 위해 아나그램 smaismrmilmepoetaleumibunenugttauiras (Altissimum planetam tergeminum observavi, "나는 가장 멀리 있는 행성이 3중의 형태를 하고 있음을 관측했다.")을 사용했다. 요하네스 케플러는 이를 Salve umbistineum geminatum Martia proles (안녕하신가, 분노에 찬 쌍둥이, 마르스의 아들들이여)로 잘못 해석했다.
케플러에게 영감을 받았을지도 모르는 (그리고 케플러의 제3 행성운동법칙을 언급한) 조너선 스위프트는 그의 1726년 풍자 소설 《걸리버 여행기》 3부 〈라퓨타로의 항해〉 편에서 화성에 달 두 개가 있다는 언급을 한다. 작품 속 라퓨타의 천문학자들은 화성을 도는 위성 두 개를 발견했으며, 두 위성은 각각 화성 지름의 3배, 5배 거리에서 행성을 각각 10시간, 21.5시간에 1회 공전하는 것으로 나온다. 포보스와 데이모스(둘 다 스위프트가 소설을 발표한 지 100년 넘게 지난 1877년 발견되었음)의 실제 공전궤도 거리는 각각 화성 직경의 1.4배, 3.5배이며 공전 주기는 각각 7.66시간, 30.35시간이다. 20세기에 접어들어 초창기 소련의 화성/금성 탐사선을 설계한 V. G. 페르미노프는 스위프트가 화성인들이 지구에 남긴 기록들을 찾아내서 해독했을 것이라고 추측했다. 그러나 천문학자 대다수는 스위프트가 당대 지식에 기초하여 "수성과 금성에는 위성이 없고, 지구는 위성을 1개, 목성은 4개(당시 밝혀진 개수) 거느리고 있으므로 그 중간에 있는 화성은 위성 2개를 가지고 있을 것이다."라고 유추한 것이라 보고 있다. 거기에다 화성의 위성들이 작고 행성에 가까이 붙어 있기 때문에 아직 발견하지 못한 것이리라고 추론할 수 있었을 것이므로, 스위프트는 위성들의 거리와 공전 주기를 실제와 얼추 비슷하게 맞출 수 있었던 것 같다. 덤으로 스위프트는 천문학적 계산에 수학자였던 친구 존 아버스넛의 도움을 받았을 수도 있다.
볼테르의 1752년작 단편 소설 《미크로메가스》는 지구를 방문한 외계인을 다루고 있는데 화성의 두 위성도 언급된다. 볼테르는 아마도 스위프트에게 영향을 받은 것 같다. 이상의 '예측들'을 인정하는 차원에서 데이모스에 있는 충돌구 두 개는 스위프트와 볼테르로 명명되었으며 포보스의 라퓨타 지역과 라가도 평원 둘 다 걸리버 여행기에 나오는 지역명으로, 전자는 하늘을 나는 섬의 이름이고 후자는 가상국가 발니바르비의 수도명이다. 포보스의 충돌구들 중 다수가 걸리버 여행기의 등장인물 이름을 딴 것들이다.

### 발견
아사프 홀은 1877년 8월 12일 UTC 07:48에 데이모스를, 같은해 8월 18일 미국 워싱턴 D.C.의 해군 천문대(포기보텀 소재 구 해군 천문대)에서 GMT 09:14에 포보스를 발견했다.(당대 언론은 1925년 이전 기준인 천문일에 따라 워싱턴 평균시 기준으로, 데이모스를 8월 11일 14시 40분, 포보스를 8월 17일 16시 06분에 발견한 것으로 보도했다.) 홀은 8월 10일에 이미 화성의 위성으로 보이는 것들을 목격했었지만 날씨가 좋지 않아서 명확하게 확인하지 못했다.
아사프 홀은 포보스 발견 사실을 공책에 아래와 같이 기록했다.

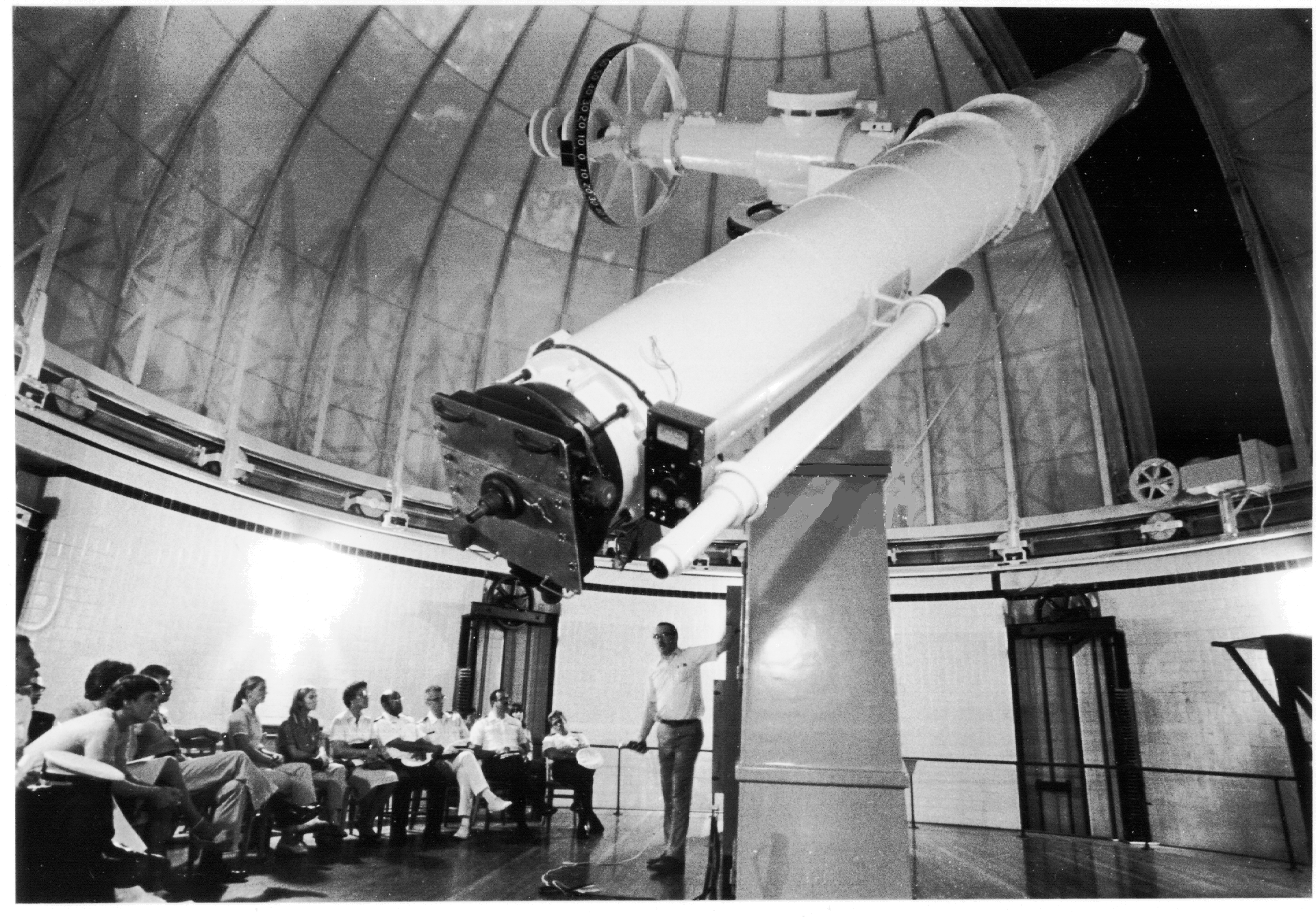
화성의 위성들을 발견하는 데에 사용한 망원경.

:"(1877년 8월) 11일 이른 밤에 관측을 반복했고 아무것도 찾지 못했다. 그러나 몇시간 후 다시 시도하여 화성을 따라가는 쪽의 약간 북쪽에서 희미한 천체 하나를 찾아냈다. 강에서 올라온 안개가 작업을 중단시켜서 그 천체의 위치를 관측한 것을 확인할 시간이 거의 없었다. 이 관측은 11일 밤 1시 30분에 있었다. 흐린 날씨가 며칠 동안 이어졌다.
"8월 15일 날씨가 조짐이 좋아서 천문대에서 잤다. 11시 정각에 천둥이 치고 하늘이 개어 관측이 재개되었다. 그러나 대기 상태가 매우 좋지 않아 화성이 너무 반짝거리고 불안정해서, 우리가 지금 알고 있는 그 천체 - 그때에는 행성에 너무 가까워 보이지 않았다 -의 어떤 것도 보이지 않았다.
"8월 16일 그 천체가 행성을 따라가는 쪽에서 다시 발견되었는데, 이날 밤의 관측은 그 천체가 행성과 함께 움직임을 보여주었으며 그게 만약 위성이라면 이각 위치 어딘가에 있었던 것이다. 지금까지 천문대의 누구에게도 화성의 위성을 찾는 것에 대해 말하지 않았으나, 16일 관측 후 새벽 3시 정각에 천문대를 나오면서 (관측 대상) 천체를 보여줬던 내 조교 조지 앤더슨에게 내가 화성의 위성을 발견한 것 같다고 말해줬다. 또한 그에게 이 문제가 의심의 여지가 없어질 때까지 무엇도 언급되는 것을 원치 않으니 비밀로 해두고 있으라고 이야기했다. 그는 아무 말도 하지 않았으나 이 건은 비밀로 하기에는 너무 근사한 것이라서 나는 스스로 발견 사실을 털어놓았다. 8월 17일 1시에서 2시 정각 사이 관측 기록들을 정리하던 중 뉴컴 교수가 아침을 먹으러 내 방에 들어왔는데, 행성과 함께 움직이는 것으로 증명된 화성 근처 희미한 천체의 측정 자료들을 그에게 보여주었다.
"8월 17일 바깥쪽 위성을 기다리면서 바라보던 중 안쪽 위성이 발견되었다. 17일과 18일의 관측들은 이 천체들의 성격에 대해 의심의 여지를 주지 않았으며 로저스 제독이 이 발견을 공식 발표했다."

위성 발견에 사용된 도구는 26인치(66 cm) 반사 망원경으로 당시에는 포기보텀에 설치되어 있었다. 이 망원경은 1893년 렌즈가 재장착되었고 새로운 돔으로 옮겨져 지금에 이른다.
두 위성의 원래 영문명 철자는 이튼 학교의 이학 석사 헨리 마단(1838년~1901년)이 제안한 Phobus 와 Deimus였다. 그는 일리아스 제15권(공포와 경악을 소환하는 아레스가 등장한다.)에서 이 명칭을 가져왔다.

### 화성의 위성 괴담
1959년 월터 스콧 휴스턴은 Great Plains Observer 4월호에 "시에라스 대학교의 아서 하얄 박사는 화성의 위성들이 사실은 인공위성이라고 발표했다."라는 만우절 장난 발언을 했다. 사실 하얄 박사라는 사람과 시에라스 대학교는 가공의 존재들이었다. 이후 소련 과학자 이오시프 시크로브스키가 휴스턴의 이 발언을 진지하게 되풀이하여, 휴스턴의 장난은 세계적인 관심을 끌게 되었다. 시크로브스키는 포보스의 밀도 추정치(이후 잘못된 수치임이 증명되었다.)에 근거하여 이 위성은 속이 비어 있는 금속 껍데기로 되어 있다고 주장했다.

### 최근 연구
천문학자들은 숨어 있을지도 모르는 화성의 위성들을 찾아 왔다. 2003년 스콧 셰퍼드와 데이빗 제빗은 불규칙 위성을 찾기 위해 화성의 힐 권역 내 거의 모든 곳을 조사했다. 그러나 화성으로부터 흩어져 나오는 빛 때문에 포보스와 데이모스가 있는 안쪽 수분각 영역을 탐색할 수 없었다. 이후 탐색 결과 안시한계적색등급 23.5(반지름 약 0.09 km, 반사율 0.07)보다 밝은 천체는 없었다.

## 특징

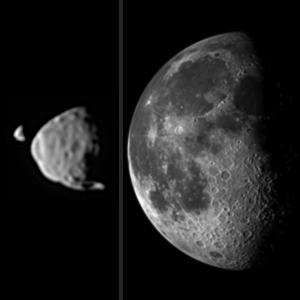
행성 표면에서 바라본 위성들의 겉보기 크기. 왼쪽은 화성의 위성 데이모스와 포보스, 오른쪽은 지구의 달이다.(화성 위성들은 2013년 8월 1일 큐리오시티 로버가 촬영)

만약 화성의 적도 근처에서 포보스를 바라본다면 만월(滿月) 형태 포보스의 크기는 대략 지구에서 보이는 보름달의 3분의 1 정도일 것이다. 각지름은 8'(떠오를 때)와 12'(중천에 있을 때) 사이로 보일 것이다. 포보스는 화성에서 가깝기 때문에 관측자가 화성의 적도로부터 멀어질수록 시야각이 작아질 것이고 궤도가 지평선에 점차 가까워지다가 화성의 극관 지대에서는 지평선 아래로 가려 보이지 않게 될 것이다. 데이모스는 화성 관측자의 눈에는 위성이라기보다는 밝은 별이나 행성처럼 보일 것이다. 사실 시야각도 지구에서 본 금성보다 약간 큰 정도인 2'에 불과하다. 반면 화성에서 본 태양의 시야각은 약 21'이기 때문에 두 위성 모두 태양을 완전히 가리지 못하여 화성에서는 개기일식을 볼 수 없다. 역으로 포보스 표면에서는 개기일식이 매우 흔하여 거의 매일 밤마다 일어날 것이다.
포보스와 데이모스의 움직임은 지구에서 보는 달과는 매우 다르게 보일 것이다. 재빠른 포보스는 서쪽에서 떠올라서 동쪽으로 지며 7시간 만에 다시 서쪽에서 떠오른다. 반면 데이모스는 동기궤도 바로 바깥에 있기 때문에 동쪽에서 떠오르기는 하나 하늘을 매우 천천히 횡단한다. 데이모스의 1 자전주기는 30시간이지만, 자전 주기가 화성의 자전 속도보다 약간 느리기 때문에 화성 표면에서 바라보는 데이모스가 서쪽으로 지는 데에는 2.7 화성일이 걸린다.
두 위성 모두 조석 고정이 되어 있어서 언제나 같은 면만을 화성을 향해 보이고 있다. 포보스는 화성의 자전 속도보다 빠르게 화성을 공전하고 있기 때문에 조석력은 천천히 그러나 지속적으로 포보스의 공전 궤도를 작게 만들고 있다. 미래 어느 시점에 포보스가 화성에 충분히 가까이 다가가면(로슈 한계에 이르면) 포보스는 조석력에 의해 산산조각날 것이다. 반대로 데이모스는 충분히 멀리 떨어져 있어서 지구의 달과 마찬가지로 공전 궤도가 점차 커지고 있다.

### 세부 사항
| 이름                                                                                      | 이름     | 사진 | 지름 (km)                                | 표면적 (km2) | 질량 (kg) | 공전궤도 반지름 (km)  | 공전 주기 (h) | 평균 월출 주기 (h, d) |
| ----------------------------------------------------------------------------------------- | -------- | ---- | ---------------------------------------- | ------------ | --------- | --------------------- | ------------- | --------------------- |
| 화성 I                                                                                    | 포보스   |      | 22.5334 km (14.0016 mi)(27×21.6×18.8 km) | 1,548 km2    | 1.08×1016 | 9,377 km (5,827 mi)   | 7.66          | 11.12 h (0.463 d)     |
| 화성 II                                                                                   | 데이모스 |      | 12.4 km (7.7 mi) (10×12×16 km)           | 483 km2      | 2×1015    | 23,460 km (14,580 mi) | 30.35         | 131 h (5.44 d)        |
| 화성, 포보스, 데이모스의 상대적 크기와 서로 떨어진 거리를 실제 비례에 맞게 보여주는 그림. |          |      |                                          |              |           |                       |               |                       |

## 기원

소행성대에서 화성의 위성들이 비롯했음을 보여주는 애니메이션.

화성의 위성들이 어디에서 온 것인지는 천문학계의 논쟁거리이다. 포보스와 데이모스 모두 탄소질의 C형 소행성이며 스펙트럼, 반사율, 밀도 모두 C 또는 D형 소행성들과 유사하다. 이처럼 소행성과 유사한 것에 기초하여  두 위성 모두 포획당한 소행성대 천체일 수 있다고 주장하는 가설이 있다. 그런데 두 위성은 모두 궤도가 원형에 가깝고 궤도면 역시 화성의 적도면과 거의 일치한다. 따라서 '포획 기원론'은 포획 당시 크게 찌그러져 있던 궤도가 원형으로 바뀌고, 궤도 경사각이 화성의 적도면에 맞춰지는 과정을 설명할 수 있어야 한다. 이 질문에 대해서는 화성의 대기가 천체를 끌어당기는 과정과 조석 고정이 함께 작용하여 현재의 위성계를 만들었으리라는 것이 가장 그럴 듯한 답변이다. 그러나 데이모스에 이 과정이 일어날 시간이 충분히 주어졌는지가 확실하지 않다. 포획이 일어나기 위해서는 에너지의 손실이 있어야 한다. 현재 화성의 대기는 포보스 크기 천체의 속도를 떨어뜨려 위성으로 삼기에는 너무 빈약하다. 제프리 랜디스는 원조 천체가 이중소행성이었고 이들이 조석력에 의해 분리되었다면 포획이 일어날 수 있었을 것이라고 지적했다.
화성이 한때 포보스 및 데이모스 크기의 천체 다수에 둘러싸여 있었다는 가설도 있다. Craddock은 화성 표면에 충돌구들이 연달아 형성되어 있는 구조는 과거 포보스 정도의 작은 위성들이 지면에 충돌한 증거일 것이라고 주장했다.
포보스는 화성과 동시에 태어난 게 아니라, 화성이 만들어진 후 화성 근처에서 물질이 다시 뭉쳐서 생겨난 '2세대 태양계 천체'일 수도 있다. 포보스 내부의 높은 다공도(밀도가 1.88 g/cm3임을 고려하면 포보스 속 비어 있는 부분의 비율은 전체 부피 중 25 ~ 35%에 이를 것으로 보인다.)는 소행성대 기원설과 일치하지 않는다. 열 적외선으로 포보스를 관측한 결과 필로규산염광물이 조성물 대부분을 차지하고 있었는데 이 광물은 화성 표면에 있는 것으로 잘 알려져 있다. 포보스의 스펙트럼들은 콘드라이트 운석들과 달라서 소행성대 기원설과 모순된다. 적외선 및 스펙트럼 자료는 화성을 타격한 대충돌 때 튀어나간 물질이 위성 궤도에서 다시 뭉쳐서 포보스가 만들어졌다는 가설에 힘을 실어주는데 이는 지구의 달이 생겨난 원인을 설명하는 거대충돌 가설과 비슷하다. 화성의 위성들은 화성이 화성 크기의 3분의 1에 이르는 원시행성과 충돌한 뒤 태어난 존재일 수 있다. 충돌 후 화성 주위에 고리 하나가 생겼는데 고리 안쪽 부분에서 커다란 위성 하나가 만들어졌다. 이 위성과 바깥쪽 고리 사이에 중력적으로 상호작용이 일어나 포보스와 데이모스가 형성된다. 이후 이 거대한 위성은 화성에 충돌했으나 작은 위성 둘은 궤도 상에서 살아남았다. 이 가설은 현재 두 위성 표면이 고운 입자로 덮여 있으며 내부에 빈 곳이 많다는 사실과 부합된다. 바깥쪽 고리가 위성 표면의 고운 입자 물질을 만들었을 것이다.

## 탐사
많은 화성 탐사선들이 포보스와 데이모스에 관한 사진들과 자료를 보내 왔지만, 이 두 위성들만을 목표로 탐사하거나 스윙바이 혹은 표면 착륙을 시도한 사례는 많지 않다.
1988년 소련은 포보스 계획을 통해 탐사선 두 개를 성공적으로 발사시켰으나, 둘 다 포보스와 데이모스 표면에 점핑 착륙을 시키는 데에 실패했다.(다만 포보스 2호는 포보스의 사진을 성공적으로 전송했다.) 이후 2011년 러시아는 포보스 그룬트 계획을 실행하여 포보스의 토양 사료를 채취 후 지구로 가져오는 것을 목표로 했으나, 발사중 문제가 발생하여 지구 궤도를 벗어나지 못했다.
1997년과 1998년 NASA의 디스커버리 프로그램에서 알라딘 미션이 결선 진출작으로 선정되었다. 이 계획은 1. 포보스와 데이모스를 모두 방문, 두 위성에 발사체를 날린다. 2. 탐사선은 느린 플라이바이를 수행하면서 분출되어 나온 물질들을 수집한다. 3. 이 물질 샘플들은 연구를 위해 3년 후 지구로 되돌아오는 내용이었다. 그러나 종국적으로 NASA는 이 제안을 기각하고 수성 탐사 계획 메신저를 최종 승자로 선정했다.
2007년 유럽 우주국과 EADS 아스트리움은 2016년에 포보스를 방문하여 탐사선을 착륙시킨 뒤 샘플을 지구로 가져오는 계획을 입안했으나 성사되지 못했다. 2007년부터 캐나다 우주국은 포보스에 순회선과 착륙선을 보내는 PRIME 계획을 준비하고 있다. 2008년부터 NASA 글렌 연구 센터는 포보스/데이모스 샘플 회수 계획을 세우고 있다.

## 갤러리

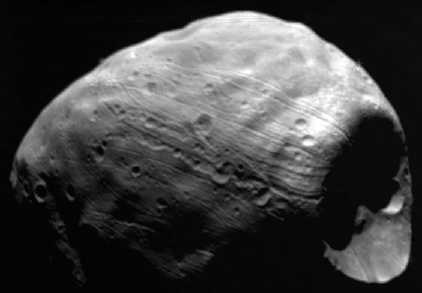
2003년 포보스 사진. 오른쪽에 스티크니 충돌구가 보인다.
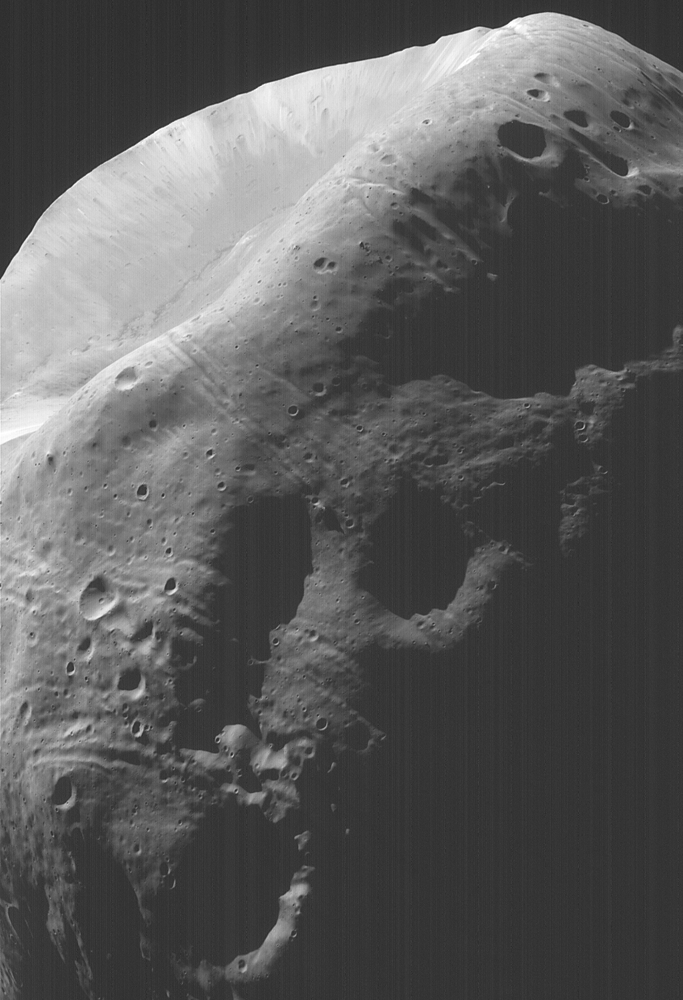
포보스의 1998년 사진.
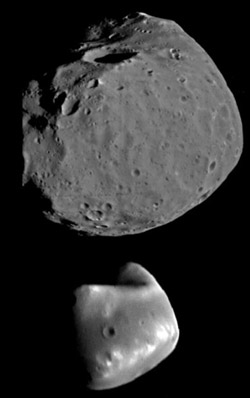
포보스(위)와 데이모스(아래)의 크기 비교. 2005년 사진.

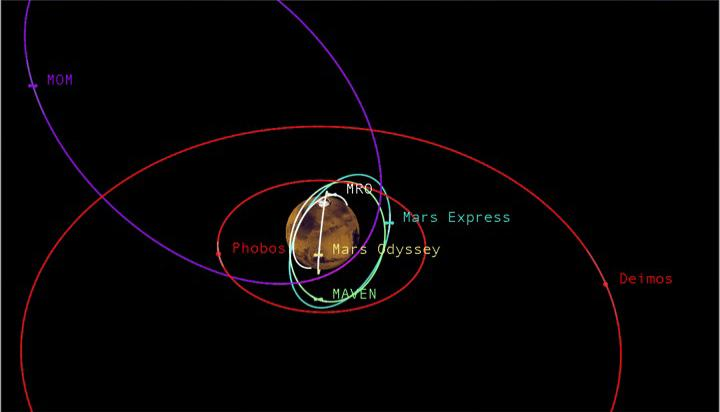
화성을 도는 자연 위성들과 우주선들의 궤도.

## 더 읽어보기
- (영어) First International Conference On The Exploration Of Phobos And Deimos (2007)
  - (영어) Pascal Lee – A Case for the Human Exploration of the Moons of Mars (2007) (pdf)